# Francisco Dionisio de Ribas
Francisco Dionisio de Ribas (Córdoba, 1616-Sevilla, 1679) fue un destacado ensamblador de retablos y escultor español, que contribuyó al desarrollo de la retablística sevillana del barroco.

## Biografía
Pertenecía a una familia procedente de Córdoba. Su hermano mayor Felipe (1609-1648) se formó junto a Juan de Mesa, aunque tuvo influencias de Martínez Montañés y Alonso Cano. Realizó entre otras obras el retablo mayor de la Iglesia de San Lorenzo de Sevilla y fue el fundador del taller familiar.
Francisco Dionisio fue, a la muerte de su hermano Felipe en 1648, el continuador del taller familiar, con trabajos tan importantes como la arquitectura del retablo mayor de la iglesia del Sagrario, el de la iglesia de los Terceros, el de la capilla de la Maestranza y el de la capilla de los Jácomes de la Catedral, todos ellos en Sevilla, o el que realizó para la iglesia parroquial de Villamartín (Cádiz). Es característico su uso de la columna salomónica y la rica ornamentación vegetal que adornan sus estructuras. Como escultor de imágenes, destaca la talla del Niño Jesús de la Iglesia de San Juan de la Palma (Sevilla) y Santo Tomás de Villanueva, escultura en madera policromada, para la iglesia del convento de San Leandro, en Sevilla.
Otro de sus hermanos fue Gaspar de Ribas (1611-1658), maestro dorador y pintor, que se encargó fundamentalmente del policromado de los trabajos de sus hermanos escultores. 

## Capilla de los Jácomes
El retablo de la capilla de los Jácomes de la Catedral de Sevilla, le fue encargado a Francisco de Ribas por la viuda y los herederos del comerciante de origen flamenco Adrián Jácome alrededor de 1658, año en que se cede la capilla a esta familia para su enterramiento y tuvo que ser ejecutado entre esa fecha y 1660, en se otorga el finiquito por el artista.
Esta capilla se había edificado después de 1650, para la veneración del cuadro de La Piedad, también denominado de Nuestra Señora de las Angustias, pintado por Juan de Roelas, alrededor de 1609 y que gozaba de gran devoción en la ciudad.
El esquema de este retablo es ya francamente barroco con medianas proporciones, formado por un banco en el que aparecen 4 angelitos atlantes que soportan las peanas sobre las que descansan las columnas del primer cuerpo y la parte central está ocupada por una gran cartela enmarcada por roleos y rematada por un querubín. 
En el primer cuerpo se encuentra el cuadro de Roelas, flanqueado por dos columnas salomónicas y el ático se encuentra decorado con un relieve con el tema del paño de la Verónica con dos grandes volutas a los lados y sobre las que descansan la Fe y la Esperanza. El cierre de la capilla se realiza por una gran reja con los blasones de la familia Jácome. La portada exterior tiene también un estilo muy semejante al del retablo. 
Este retablo supone entre los conocidos hasta ahora de Francisco de Ribas, el primero dentro de su producción artística en el que el artista cordobés emplea como soporte la columna salomónica y al mismo tiempo constituye una de las primeras utilizaciones de este tipo de columna en la retablística sevillana dentro de la segunda mitad del siglo XVII.